# 687 Tinette
687 Tinette eller 1909 HG är en asteroid i huvudbältet, som upptäcktes den 16 augusti 1909 av den österrikiske astronomen Johann Palisa.
Asteroiden har en diameter på ungefär 21 kilometer.